# Болугурский наслег (Чурапчинский улус)
Болугурский наслег (якут. Болугур нэһилиэгэ) — сельское поселение Чурапчинского улуса Якутии. 
Административный центр — село Мындагай.

## География
Географически находится в таёжной зоне. Центр наслега, село Мындагай, расположен в 70 км к юго-востоку от села Чурапча (центра Чурапчинского улуса).

## История
Муниципальное образование установлено законом Республики Саха от 30 ноября 2004 года 173-З № 353-III..

## Население
| 2002 | 2010  | 2011  | 2012  | 2013 | 2014 | 2015 |
| ---- | ----- | ----- | ----- | ---- | ---- | ---- |
| 1145 | ↘1047 | ↘1046 | ↘1028 | ↘977 | ↘928 | ↘909 |
| 2016 | 2017  | 2018  | 2019  | 2020 | 2021 |      |
| ↘884 | ↘874  | ↘862  | ↘857  | ↘842 | ↗844 |      |

## Состав сельского поселения
| № | Населённый пункт | Тип населённого пункта       | Население |
| - | ---------------- | ---------------------------- | --------- |
| 1 | Кыстык-Кугда     | посёлок                      | ↗12       |
| 2 | Мындагай         | село, административный центр | ↗1100     |